# 大阪市立住之江図書館
大阪市立住之江図書館（おおさかしりつすみのえとしょかん）は、大阪府大阪市にある公立の図書館。大阪市立図書館のうち住之江区にある地域図書館（分館）。

## 概要
大阪市立図書館のうち住之江区にある地域図書館（分館）。大阪市立図書館は中央図書館（西区）と、地域図書館（西区以外の各区の分館）の合計24館で構成され、貸出した館以外での返却も可能である。館内にはオムリス (OMLIS) の専用端末があり、全館の資料の検索ができる。電話による音声応答サービスでの予約が可能。インターネット（携帯電話を含む）で資料検索や貸出予約も可能。

### 沿革
- 1977年（昭和52年）11月1日開館[1]
- 2014年から「思い出のこし」：「このまちの思い出を教えてください」として町の思い出を募集し、収集保存する活動を始める[2]。
- 2016年から「みんなのノート」：利用者間の交流を図るためのノートを設置。

## 施設概要
- 開館：1977年（昭和52年）11月1日
- 延床面積：788.53平方メートル
- 閲覧室：399平方メートル

（図書館は3階、1階は老人福祉センター、2階は住之江会館）

### 所蔵
- 図書：約7万冊
- 雑誌：92タイトル
- 新聞：10紙
- ビデオ：約2400本

（2005年3月末現在）

### 貸出
- 1人15冊まで（うち、CD・DVD・カセットは5点まで）15日間[3]

### アクセス
- Osaka Metro四つ橋線・南港ポートタウン線 住之江公園駅 南東へ約400m